# Renaldo et Clara
Pour les articles homonymes, voir Renaldo.
Pour plus de détails, voir Fiche technique et Distribution.
Renaldo et Clara (Renaldo and Clara) est un film américain réalisé en 1978 par Bob Dylan, le seul réalisé par le chanteur. Y apparaissent notamment Bob Dylan lui-même, Sara Dylan, Joan Baez ou encore Allen Ginsberg. Le film mêle captation de concerts, séquences documentaires, interviews et bribes de fiction.
Lors de sa sortie en salles en 1978 à New-York et Los Angeles dans un montage de près de quatre heures, Renaldo et Clara a été mal reçu par la critique et s'est vu sortir des écrans après quelques semaines. Une nouvelle version de deux heures est sortie peu après. Le film a été diffusé sur quelques chaînes de télévision européennes (ZDF et Channel 4 notamment), puis Dylan l'a retiré de la distribution. Il n'a depuis jamais été édité en DVD / Blu-ray et seules des copies pirates de VHS sont disponibles sur internet.

## Avec
- Bob Dylan : Renaldo
- Sara Dylan : Clara
- Joan Baez : femme en blanc
- Ronnie Hawkins : Bob Dylan
- Ronee Blakley : Mme Dylan
- Jack Elliott : Longheno de Castro
- Harry Dean Stanton : Lafkezio
- Bob Neuwirth : Le Tortilla Masqué
- Mel Howard : Ungatz
- Allen Ginsberg : Le Père
- David Mansfield : Le Fils
- Jack Baran : le Camionneur
- Helena Kallianiotes : elle-même
- Rubin "Hurricane" Carter : lui-même
- Scarlet Rivera : elle-même
- Mama Maria Frasca :  elle-même
- Mad Bear : lui-même
- Roger McGuinn : lui-même
- David Blue : lui-même
- Joni Mitchell : elle-même
- Rob Stoner : lui-même
- Ruth Tyrangel : lui-même
- Steven Soles : lui-même
- Mick Ronson : gardien de sécurité
- Anne Waldman : Sister of Mercy
- Denise Mercedes : elle-même
- Linda Thomases : elle-même
- T-Bone Burnett : la voix intérieure
- Sheila Shotton : CBC Lady
- Kevin Crossley : pianiste
- Larry Sloman : journaliste
- Hal Frazier : chanteur
- M. Will : maître de cérémonie
- Sam Shepard : Rodeo
- Howie Wyeth : lui-même
- Arlen Roth : lui-même
- Luther Rix : Le Batteur
- Andre Bernard Tremblay : Maurice
- Dominic Paulo : The Realist
- Arlo Guthrie : mandoliniste
- Roberta Flack : artiste invitée
- Phil Ochs : lui-même
- Claudia Carr : danseuse
- Jim Zeller : lui-même